# Антоніо Хассо
Хуан Антоніо Хассо Альмарас (ісп. Juan Antonio Jasso Almaraz, нар. 11 березня 1935, Мехіко, Мексика — пом. 26 червня 2013) — мексиканський футболіст, який грав на позиції нападника.

## Клубна кар'єра
Футбольну кар'єру розпочав у клубі «Некакса», в якому виступав протягом двох років. Потім грав за «Сакатепек», з яким виграв чемпіонат Мексики (1958), а також двічі став володарем кубку Мексики (1957, 1959). У 1960 році перейшов до «Америки». У складі столичної команди двічі вигравав кубок Мексики (1964, 1965) та одного разу чемпіонат країни (1966). Футбольну кар'єру завершив 1966 року.

## Кар'єра в збірній
У футболці національної збірної Мексики дебютував 26 лютого 1956 року в поєдинку проти Коста-Рики. Учасник чемпіонату світу 1962 року, де зіграв два поєдинки, проти Бразилії (0:2) та Іспанії (0:1), але не виходив на поле в історичному для Мексики поєдинку проти Чехословаччини (перша перемога (3:1) мексиканців у фінальних частинах чемпіонату світу). У період з 1956 по 1962 рік у складі національної команди зіграв 18 матчів, в яких відзначився двома голами (22 травня 1962 року в переможному (2:1) поєдинку проти Уельсу).

## Досягнення
«Сакатепек»
- Прімера Дивізіон Мексики
  -  Чемпіон (1): 1957/58

- Кубок Мексики
  -  Володар (2): 1956/57, 1958/59

- Чемпіон чемпіонів
  -  Володар (1): 1958

«Америка»
- Прімера Дивізіон Мексики
  -  Чемпіон (1): 1965/66

- Кубок Мексики
  -  Володар (2): 1963/64, 1964/65

Мексика
- Срібний призер Ігор Центральної Америки та Карибського басейну: 1954